# Magnice
Magnice (niem. Magnitz) – wieś w Polsce położona w województwie dolnośląskim, w powiecie wrocławskim, w gminie Kobierzyce.

## Podział administracyjny
W latach 1975–1998 miejscowość administracyjnie należała do województwa wrocławskiego.

## Zabytki
Do wojewódzkiego rejestru zabytków wpisany jest:
- park i ogród[5] z 1830 r.[6]

inne obiekty
- pałac - niem. Neues Schloß, wybudowany w stylu neorenesansu francuskiego, kryty wysokim dachem z lukarnami, zniszczony podczas II wojny światowej, obecny budynek to replika zabytku[7]